# Konami GTI Club
Konami GTI Club es una placa de arcade creada por Konami destinada a los salones arcade.

## Descripción
El Konami GTI Club fue lanzada por Konami en 1996.
Posee un procesador PowerPC 403GA trabajando a 64 MHz. y tiene un procesador de sonido 68EC000 manejando el  chip de audio Ricoh RF5C400.
En esta placa funcionaron 5 títulos.

## Especificaciones técnicas

### Procesador
- PowerPC 403GA @ 64 MHz

### Audio
- 68EC000 @ 16 MHz
- 3D DSP: ADSP-21062 (SHARC) @ 36 MHz

Chips de Sonido:
- - Ricoh RF5C400 PCM 32Ch, 44.1 kHz Stereo, 3D Effect Spatializer.

### Video
- 2 x KS10071 (Possibly graphics as well: KS10081, K001604)

## Lista de videojuegos
- GTI Club
- Jet Wave / Wave Shark
- Operation Thunder Hurricane
- Solar Assault
- Solar Assault: Revised